# Wim Effern
Wilhelm Fredrik (Wim) Effern (Vlaardingen, 21 januari 1907 – IJmuiden, 28 mei 1990) was een Nederlandse atleet, die zich had toegelegd op de middellange afstand. Hij was actief in de periode van 1927 tot 1932 en nam eenmaal deel aan de Olympische Spelen, maar veroverde hierbij geen medailles.

## Biografie
Wim Effern was de zoon van Antonius Maria Effern en Leentje van Wezel. Hij trouwde op 7 december 1933 met Karolina Maria Svétlik. Zijn jongere broer Antonie was een voetballer.
Effern, die lid was van AV Haarlem, debuteerde in 1927 in de Nederlandse ploeg en nam in 1928 deel aan de Olympische Spelen van Amsterdam, waar hij uitkwam op de 1500 m. Op dit nummer eindigde hij in zijn serie als zevende en was hiermee uitgeschakeld.
Hij kwam in totaal in drie landenwedstrijden uit en vestigde in estafetteverband op drie nummers Nederlandse records. Een hiervan, de 3 x 1000 m, is tegenwoordig niet meer gangbaar. De 4 x 1500 m estafette, waarop hij met zijn clubgenoten eerst in 1931 het nationale record voor clubteams verbeterde, om dit vervolgens in 1932 op 17.41,0 te stellen, maakt tegenwoordig nog deel uit van het officiële atletiekprogramma, maar wordt slechts sporadisch gelopen.
Effern werd later chef Werkplaats van de N.V. Frigro.

## Persoonlijke records
| Onderdeel | Prestatie | Datum           | Plaats    |
| --------- | --------- | --------------- | --------- |
| 800 m     | 2.02,6    | 1930            |           |
| 1500 m    | 4.12,8    | 3 augustus 1930 | Groningen |